# Weinmann-Eddy Merckx
Weinmann-Eddy Merckx ist ein ehemaliges belgisches Radsportteam das von 1989 bis 1991 bestand. Hauptsponsor war der Schweizer Hersteller für Fahrradteile Weinmann. Das Team ist nicht zu verwechseln mit dem Schweizer Radsportteam Weinmann-La Suisse.

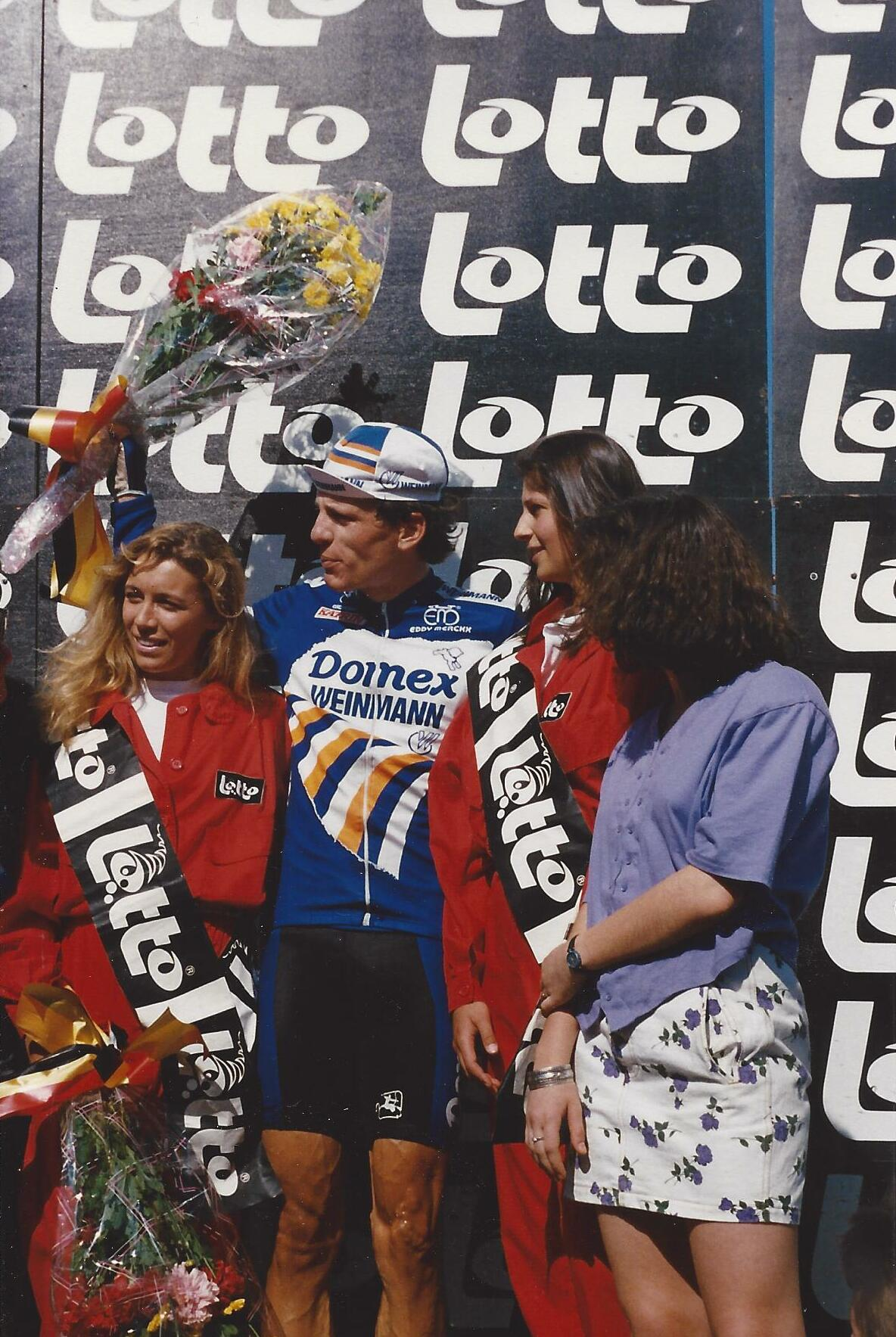
Thomas Wegmüller 1989

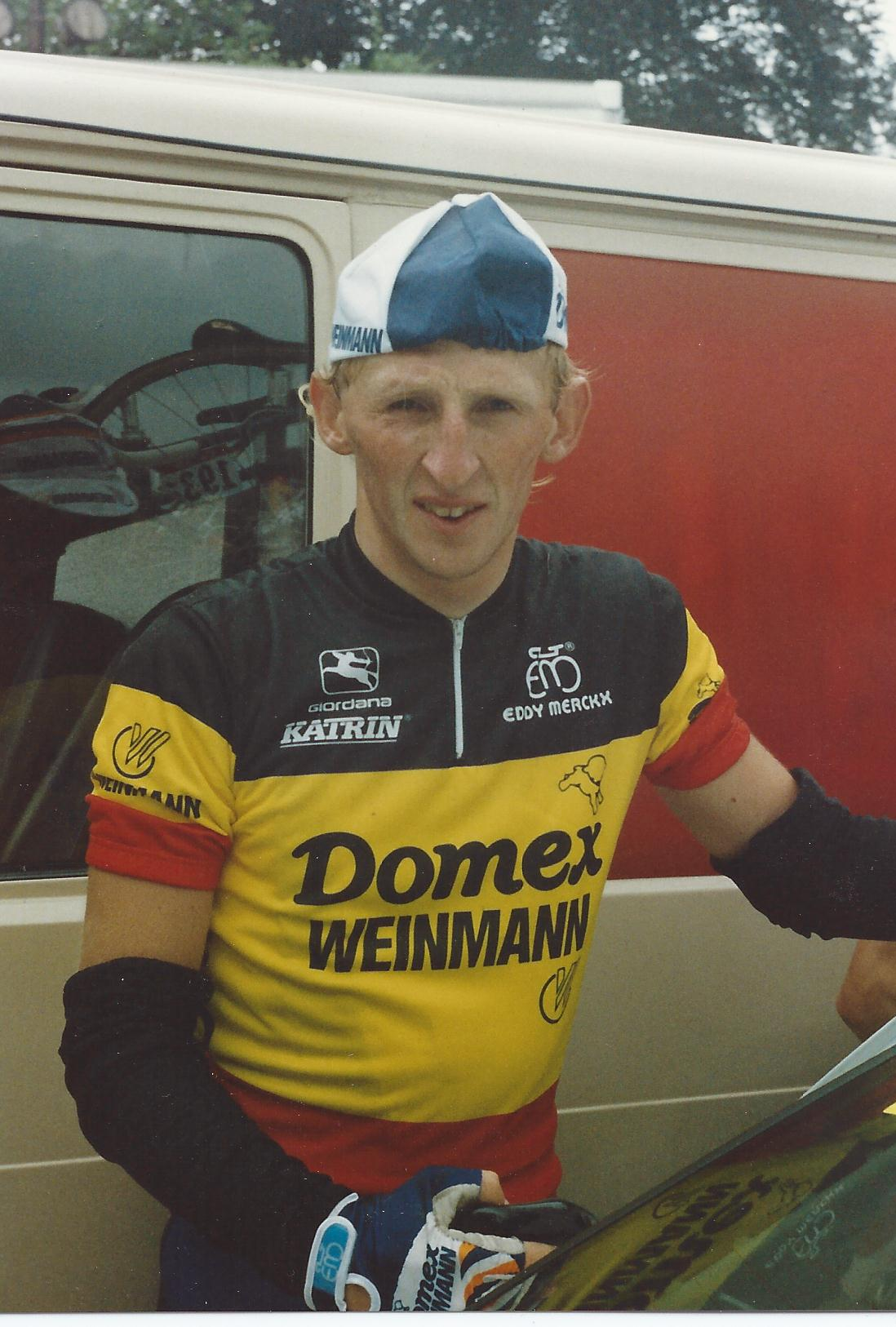
Carlo Bomans 1989

## Erfolge
1989
- Gesamtwertung, Bergwertung und zwei Etappen Tour de Suisse
- Belgischer Meister – Straßenrennen
- Grand Prix de Wallonie
- eine Etappe Critérium du Dauphiné
- eine Etappe Paris-Nizza
- zwei Etappen Murcia-Rundfahrt
- zwei Etappen Belgien-Rundfahrt
- eine Etappe Mittelmeer-Rundfahrt
- eine Etappe Luxemburg-Rundfahrt

1990
- Amstel Gold Race
- Eschborn–Frankfurt
- Grand Prix des Nations
- Gesamtwertung und eine Etappe Kellogg’s Tour
- Schweizer Meister – Einzelzeitfahren
- Binche–Chimay–Binche
- eine Etappe Asturien-Rundfahrt
- Grosser Preis des Kantons Aargau
- Berner Rundfahrt
- eine Etappe Tour de Romandie
- eine Etappe Route d’Occitanie
- zwei Etappen Mittelmeer-Rundfahrt
- eine Etappe Paris-Nizza
- eine Etappe Belgien-Rundfahrt
- zwei Etappen Murcia-Rundfahrt
- Omloop Vlaamse Scheldeboorden
- Druivenkoers

1991
- Gesamtwertung und eine Etappe Tour de Picardie
- eine Etappe Luxemburg-Rundfahrt
- eine Etappe Baskenland-Rundfahrt
- zwei Etappen Burgos-Rundfahrt
- eine Etappe Étoile de Bessèges

## Grand-Tour-Platzierungen
| Grand Tour            | 1989 | 1990 | 1991 |
| --------------------- | ---- | ---- | ---- |
| Vuelta a EspañaVuelta | –    | –    | –    |
| Giro d’ItaliaGiro     | –    | –    | –    |
| Tour de FranceTour    | 21   | 36   | 83   |

## Monumente-des-Radsports-Platzierungen
| Monument                 | 1989 | 1990 | 1991 |
| ------------------------ | ---- | ---- | ---- |
| Mailand–Sanremo          | 15   | 20   | 31   |
| Flandern-Rundfahrt       | 28   | 4    | 12   |
| Paris–Roubaix            | 18   | 7    | 3    |
| Lüttich–Bastogne–Lüttich | 23   | 20   | 14   |
| Lombardei-Rundfahrt      | 6    | 9    | 22   |

## Bekannte ehemalige Fahrer
- Beat Breu  (1989)
- Thomas Wegmüller  (1989–1991)
- Adrie Van Der Poel  (1989–1990)
- Carlo Bomans  (1989–1991)